# Maria Junqué i Morató
Maria Junqué i Morató (Palafrugell, 15 de desembre de 1920 - Palafrugell, 2002) fou una mestra nacional defensora de l'ensenyament en català i compromesa amb l'escola pública que va invertir molts anys de la seva vida en l'educació, sobretot de les noies.

## Biografia
Maria Junqué i Morató va néixer el 15 de desembre de 1920 a Palafrugell, al veïnat de Santa Margarida, a pagès, però des de ben jove va tenir clar que volia ser mestra, tot i que també reconeixia que si els temps no haguessin estat tan difícils li hauria agradat estudiar Farmàcia a Barcelona. Va començar a anar a escola a l'edat de 5 anys, al col·legi Torres i Jonama, on anys després desenvoluparia la seva tasca com a mestra, concretament durant els darrers 17 anys de la seva carrera professional, fins a la seva jubilació el curs 1985- 1986 a l'edat de 65 anys. Va cursar per lliure la carrera de magisteri a l'Escola Normal de Girona i fou mestra durant més de 30 anys, exercint la seva tasca per diverses localitats gironines entre les quals hi ha l'Escala, Bescanó, Parlavà, Juià, Cantenys i Calella. Casada amb Pere Mauri, fou mare de tres fills: Josep, Lluís i Margarita Arxivat 2015-04-02 a Wayback Machine..
Coneguda i recordada amb molt d'afecte per moltes dones que havien estat alumnes seves, la Maria Junqué i Morató va tenir un paper molt important no només en l'alfabetització i educació de moltes dones de Palafrugell, sinó també en la cerca de la llibertat d'aquestes en una època en què el paper de la dona estava molt limitat. En paraules de Josep Piferrer Puig la Maria "Fou de les que obrí les finestres de les obscures aules franquistes dels anys 60 quan d'altres creien que el millor futur de les noies era ser mestresses de casa creients i obedients". Va ser mestra del Servei d'Alfabetització i Promoció Cultural per a adults i adultes de Palafrugell, gairebé des dels seus inicis.
Amb afecte també la recorden les companyes de professió, amb qui va treballar braç a braç i per a moltes de les quals la Maria va significar un exemple a seguir en molts àmbits: pedagògic, personal, social, de valors, d'interès per aprendre... Les persones que van treballar amb ella la descriuen com una mestra molt atenta amb els nens i nenes, que traspuava joventut i elegància.
A la fi de la seva vida la Maria es va poder dedicar a la pintura durant uns quants anys fins que la malaltia, malauradament, la va anar recloent a casa seva.

## Reconeixements
Maria Junqué i Morató té dedicada una plaça a Palafrugell, que es va inaugurar el 31 de juliol de 2004, un espai públic d'esbarjo situat a la zona de la Llanada.
El 12 d'abril del curs 1985-1986 se celebrà un homenatge públic a Maria Junqué i Morató.